# Бартельс (лунный кратер)
Кратер Бартельс (лат. Bartels) — ударный кратер в районе западного лимба видимой стороны Луны. Название дано в честь немецкого геофизика Юлиуса Бартельса (1899—1964) и утверждено Международным астрономическим союзом в 1970 г. Образование кратера относится к нектарскому периоду.

## Описание кратера
Ближайшими соседями кратера являются кратер Воскресенский на севере-северо-востоке; кратер Мозли на юге и кратер Белл на юго-западе. Селенографические координаты центра кратера 24°31′ с. ш. 89°51′ з. д. / 24,51° с. ш. 89,85° з. д., диаметр 54,95, глубина 2,4 км.
Вал кратера существенно разрушен, особенно пострадала южная часть вала. Северо-восточную часть вала перекрывает небольшой кратер. Высота вала над окружающей местностью составляет 1170 м, объем кратера приблизительно 2500 км³. Внутренний склон кратера сохранил остатки террасовидной структуры. Дно чаши кратера ровное, испещрено множеством мелких кратеров. В чаше кратера имеется маленький центральный пик.
В связи с расположением кратера у западного лимба Луны условия его наблюдения зависят от либрации. Полностью кратер виден только с лунной орбиты.

## Сателлитные кратеры
| Бартельс | Координаты                                          | Диаметр, км |
| -------- | --------------------------------------------------- | ----------- |
| A        | 25°42′ с. ш. 89°36′ з. д. / 25,7° с. ш. 89,6° з. д. | 16,9        |